# Geotrygon linearis
La paloma perdiz embridada, paloma perdiz rojiza o palama perdiz lineada (Zentrygon linearis, sin. Geotrygon linearis) es una especie de ave columbiforme de la familia Columbidae propia del noroeste de América del Sur.

## Distribución y hábitat
Se la encuentra en Colombia, Trinidad y Tobago, y Venezuela. Sus hábitats naturales son los bosques húmedos montanos tropicales.